# Голос надежды
Христианский радиотелецентр «Голос надежды» — некоммерческая организация, является производителем христианских телепроектов.
"Прообразом"  "Голоса надежды"  была радиостанция "Голос надежды" \ "The Voice Of Hope", вещавшая в 1983 г. на разных языках (в том числе на русском языке) на коротких волнах. Русскоязычные передачи готовились членами церкви Адвентистов Седьмого Дня и  передавались в то время один раз в неделю из Соединённых Штатов на коротких волнах в диапазоне  31 метр.

## Миссия
Миссия радиотелецентра — возвещать библейские идеалы любви и добра, нести радость и надежду, чтобы люди могли жить более счастливой и наполненной жизнью.

## Цели и задачи
Главными целями и задачами Христианского радиотелецентра «Голос надежды» являются:
- содействие возрождению и распространению христианских духовных ценностей;
- пропаганда здорового образа жизни и крепкой семьи;
- духовно-нравственное воспитание детей и молодежи.

## История создания
- Радиостанция "Голос надежды" - предшественница радиотелецентра "Голос надежды" - вещала на коротких волнах с 1983 по 1990 г.г. Программы духовного содержания составлялись членами "Церкви Адвентистов Седьмого Дня" в США.
- 19 октября 1990 год — вышла в эфир первая двадцатиминутная передача радиотелецентра «Голос надежды»[1].
- 1990 — При радиотелецентре открыта заочная библейская школа.
- 1991 — Радиопередача «Голос Надежды» выходят во всесоюзный эфир: сначала на Радио-1, а затем на Радио России.
- 1992 — Завершено строительство здания медиацентра. Торжественное посвящение состоялось 22 ноября.
- 1992 — На втором канале Центрального телевидения по всей территории бывшего Советского Союза началась трансляция цикла телепрограмм «Так говорит Библия».
- 1995 — Социологический опрос, проведенный факультетом журналистики МГУ,показал, что «Голос Надежды» лидирует по числу слушателей среди всех христианских радиостанций и религиозных программ, звучащих в российском эфире.[2]
- 17 ноября 1997 — открыта собственная видеомонтажная студия. Это позволило переводить на русский язык, дублировать, делать монтаж не только телепрограмм «Так говорит Библия», но и других фильмов.
- 1998 — Заочная библейская школа выпускает специальный курс обучения для детей «Небесный лучик».
- 2000 — Передачи «Голоса Надежды» выходят в эфире Радио «Маяк».
- 2001 — Состоялось открытие дополнительной звукозаписывающей студии при Заокской Духовной Академии[3].
- 2002 — Приобретена первая профессиональная видеокамера.
- 2003 — Начало сотрудничества с CNL[4], первым христианским телеканалом на русском языке.
- 11 февраля 2003 телепрограммы «Голос надежды» впервые транслируются через спутники и кабельные сети.
- 4 сентября 2004 — в Москве состоялась премьера документального фильма «Светит незнакомая звезда» о жизни и творчестве певицы Герман, Анна Виктория.
- 2004 — Был выпущен первый цикл уроков заочной библейской школы по археологии Древнего Востока «Раскапывая прошлое».
- 2004 — Передачи радиотелецентра впервые выходят в эфире «Семейного радио»[5].
- 2005 — С этого года сотрудники «Голоса надежды» ежегодно участвуют в подготовке и обеспечении прямого эфира специальных спутников евангельских телепрограмм.
- 2006 — Заочная библейская школа становится доступной для пользователей сети Интернет. Организованы заочные on-line курсы.
- 2006 — Начало ежедневной трансляции телепередач «Голоса надежды» в эфире адвентистского спутникового телеканала Hope Channell[6]
- 2006 — Подписан многолетний контракт с активно развивающимся христианским телеканалом ТБН[7] о еженедельном вещании программ «Голоса Надежды», как со спутника, так и в кабельных сетях.
- 2007 — Радиопередачи «Голоса надежды» начали выходить в эфире Радио Теос[8].
- 2009 — Заочной библейской школой выпущен второй цикл уроков «Раскапывая прошлое».
- 2009 — На обновленном сайте радиотелецентра регулярно размещаются новые радиопередачи и телепрограммы.
- 2009 — Открывается возможность вещания детских программ «Лесные истории» на телеканале «Улыбка ребенка».
- 2010 — Телепрограммы «Голоса надежды» регулярно выходят в эфире телеканалом Impact TV[9] и «Библейский маяк»[10]

## Отделы
- Отдел радиопрограмм
- Студия звукозаписи
- Отдел телевидения
- Социальное служение
- Заочно-библейская школа

## Награды
По инициативе членов Комитета Государственной Думы Российской Федерации по экономической политике 16 сентября 2009 года христианский радиотелецентр «Голос надежды» был удостоен почетного звания «Социально-ответственное предприятие» и награждён диплом и призом Лауреата ежегодной международной премии «Лучшая компания года — 2009». Отбор номинантов Ежегодной международной премии «Лучшая компания года» осуществлялся на основании аналитического исследования, проводимого Государственной Думой, данных Росстата, справочника Администрации Президента Российской Федерации, рейтинговых агентств и других источников информации.

## Партнеры
| - Радио России - Адвентистское всемирное радио (AWR) - Радио Теос - Семейное радио - Дневной канал. Тула | - Телеканал ТБН-Россия - Телеканал Улыбка ребенка - Телеканал CNL - Телерадиокомпания Три Ангела - Телеканал Impact TV - Телеканал Библейский маяк - Телеканал Надежда - Телеканал Свет Надежды - It Is Written - Voice of Prophecy - Faith for Today | - Издательство Источник жизни - Заокский Адвентистский Университет - Газета Сокрытое Сокровище - Газета Колокол - Христианская газета |

## Программы
- «ВДОХНОВЕНИЕ» со Светланой Кузьминой
- «БИБЛЕЙСКИЙ ЧАС» с Сергеем Кузьминым
- «ДЕСЯТЬ ЗАПОВЕДЕЙ» с Сергеем Кузьминым
- «ЗАПОВЕДИ БЛАЖЕНСТВА»
- «БИБЛИЯ И СОВРЕМЕННОСТЬ» с Владимиром Факторовичом
- «ЛЕСНЫЕ ИСТОРИИ» со Светланой Кузьминой и Владимиром Запорожцем
- «ЛИЦА И СУДЬБЫ»
- «ОЧЕРКИ ПО ИСТОРИИ РЕФОРМАЦИИ» с Сергеем Кузьминым
- «ПУТЕШЕСТВИЕ ПО БИБЛИИ» с Брюсом Уилкинсоном
  - «ТОРА. ПРОРОКИ. ПИСАНИЯ…» с Александром Болотниковым
  - «СЕМИНАР ПО КНИГЕ ОТКРОВЕНИЕ» с Александром Болотниковым
- «СВЕТИТ НЕЗНАКОМАЯ ЗВЕЗДА»
- СПУТНИКОВЫЕ ТЕЛЕЭФИРЫ
  - «ТАЙНЫ АПОКАЛИПСИСА»
  - «ДОРОГА К СЧАСТЬЮ. ДОРОГА К ЗВЕЗДАМ» с Артуром и Галиной Штеле
  - «БИБЛИЯ ПРОДОЛЖАЕТ ГОВОРИТЬ» с Моисеем Островским
  - «ТАЙНЫ ЦАРСТВА БОЖИЯ»
  - «ЧТО ЕСТЬ ИСТИНА?»
- «ТАК ГОВОРИТ БИБЛИЯ» с Даниилом Ребандом
- ТЕЛЕПРОГРАММЫ ОБ ИСТОРИИ И ЖИЗНИ ЦЕРКВИ
- «В ПОИСКАХ ИСТИННОГО МЕССИИ»
- «НАУКА БИБЛЕЙСКИЕ ИССЛЕДОВАНИЯ» с Александром Болотниковым
- «КРАХ ВЕЛИКОЙ ИМПЕРИИ» с Александром Болотниковым